# 屈爪嶼
屈爪，由屈爪嶼（又稱大屈爪）、小屈爪、印仔三座皆被列入2005年澎湖90島嶼統計的島嶼組成，為台灣澎湖縣白沙鄉的島嶼群，其中屈爪嶼面積0.0343平方公里，最高處高9公尺、小屈爪面積0.0037平方公里，最高處高3公尺、印仔面積0.0006平方公里。島嶼位置在鳥嶼北方約四公里處。
1993年時巴拿馬籍貨輪「雲騰號」觸礁擱淺於此處，直至十餘年後才被拆卸，當時曾被旅遊業者取名作「澎湖的鐵達尼號」吸引觀光。